# Macrostylis compactus
Macrostylis compactus là một loài chân đều trong họ Macrostylidae. Loài này được Birstein miêu tả khoa học năm 1963.